# 有家駅 (長崎県)
有家駅（ありええき）は、長崎県南島原市有家町中須川にあった島原鉄道島原鉄道線の駅（廃駅）である。

## 歴史
- 1926年（大正15年）7月2日：口之津鉄道の駅として開業。
- 1943年（昭和18年）7月1日：会社合併により、島原鉄道の駅となる。
- 1984年（昭和59年）10月1日：貨物営業廃止。
- 1991年（平成3年）3月1日：現駅舎竣工[1]。
- 2002年（平成14年）：加津佐駅と勤務体制を統合[2]。
- 2008年（平成20年）4月1日：島原外港 - 加津佐間の廃線により、廃駅となる。

## 駅構造

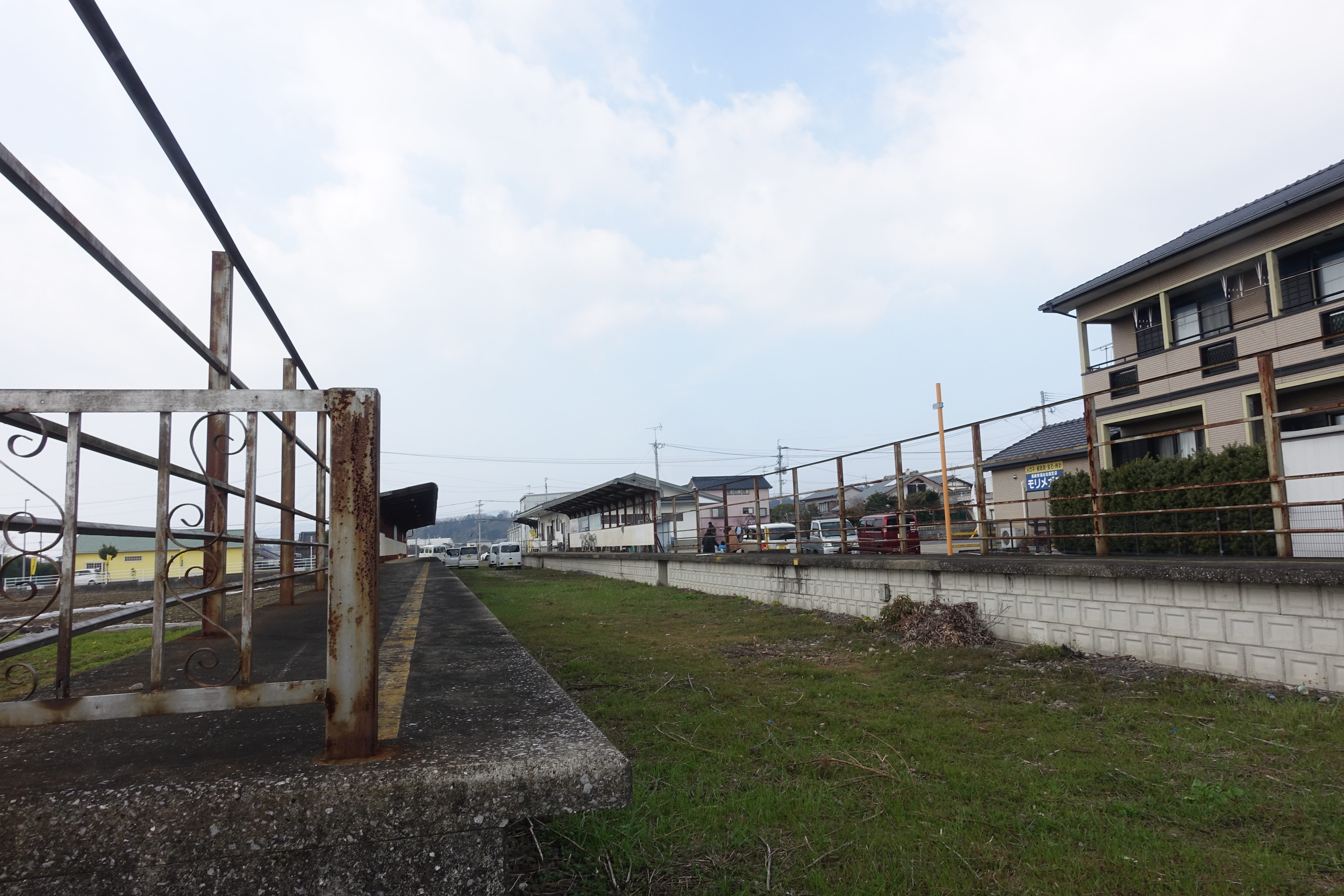
ホーム（2019年2月、廃線後）

相対式ホーム2面2線を有する地上駅であった。廃止まで有人駅となっていた。

## 利用状況
営業最終年度である2007年度の年間乗車人員は54,079人、降車人員は50,170人であった。
| 年度               | 年間 乗車人員 | 年間 降車人員 |
| ------------------ | ------------- | ------------- |
| 1997年（平成09年） | 52,119        | 53,129        |
| 1998年（平成10年） | 58,367        | 57,482        |
| 1999年（平成11年） | 59,603        | 56,079        |
| 2000年（平成12年） | 63,138        | 58,366        |
| 2001年（平成13年） | 65,403        | 59,971        |
| 2002年（平成14年） | 65,849        | 60,947        |
| 2003年（平成15年） | 63,861        | 59,285        |
| 2004年（平成16年） | 66,261        | 63,367        |
| 2005年（平成17年） | 59,540        | 57,431        |
| 2006年（平成18年） | 55,776        | 53,299        |
| 2007年（平成19年） | 54,079        | 50,170        |

## 駅周辺
駅前は有家の市街地となっている。旧・有家町の中心である。
- 南島原市立有家小学校
- 南島原市ありえコレジヨホール（旧・有家町民センター）
- 南島原市立有家図書館
- 南島原市 有家総合支所（旧・有家町役場）
- 有家郵便局
- 南島原消防署
- イオン（旧・ジャスコ）有家店
- 国道251号

## 現状
- 廃線後の現在もホームおよび駅舎は存置されている。駅舎は現在も島鉄バスの待合所として利用されている。

## 隣の駅
島原鉄道
島原鉄道線
蒲河駅 - 有家駅 - 西有家駅